# Матеуш Цетнарський
Матеуш Цетнарський (пол. Mateusz Cetnarski, нар. 6 липня 1988, Кольбушова, Польща) — польський футболіст, півзахисник футбольної команди «Краковія».

## Титули та досягнення
- Чемпіон Польщі (1):

«Шльонськ»: 2012
- Володар Суперкубка Польщі (1):

«Шльонськ»: 2012